# Cantó de Volona
El cantó de Volona és un cantó francès del departament dels Alps de l'Alta Provença, situat al districte de Forcauquier. Té 9 municipis i el cap és Volona.

## Municipis
- Aubinhòsc
- Castèu-Arnòs e Sant Auban
- Chastèunòu Vau Sant Donat
- L'Escala
- Montfòrt
- Peipin
- Salinhac
- Soribas
- Volona

## Història
| Data d'elecció                           | Identitat        | Partit                     | Qualitat |
| ---------------------------------------- | ---------------- | -------------------------- | -------- |
| 1955-1973                                | Guy Reymond      | PS                         |          |
| 1973-1979                                | François Bourdet | Divers droite, després RPR |          |
| 1979-1985                                | José Escanez     | PS                         |          |
| 1985-2004                                | Gilbert Risso    | RPR, després UMP           |          |
| 2004-2011                                | José Escanez     | MRC                        |          |
| 2011-                                    | Claude Fiaert    | PS                         |          |
| les dades anteriors no són pas conegudes |                  |                            |          |
|                                          |                  |                            |          |

| 1962  | 1968  | 1975  | 1982  | 1990   | 1999   | 2007   |
| ----- | ----- | ----- | ----- | ------ | ------ | ------ |
| 8.109 | 9.278 | 9.636 | 9.578 | 10.111 | 10.397 | 11.399 |